# Central hidroeléctrica Queltehues
La central hidroeléctrica Queltehues es una Central hidroeléctrica de pasada que utiliza las aguas de los ríos Maipo y Volcán para mover 3 turbinas que generan 49 MW desde 1928. Está ubicada a 80 km al sureste de la ciudad de Santiago, en la ribera norte del río.

Diagrama unifilar de las centrales hidroeléctricas en el río Maipo.